# Thomas Carte
Thomas Carte ou John Carte (1686 - 2 avril 1754) est un historien anglais. Il est surtout connu pour son General History of England, une histoire de l'Angleterre.

## Biographie
Thomas Carte naît près de Clifton upon Dunsmore, qui est proche de Rugby dans le Warwickshire. Carte s'inscrit à l'University College à Oxford en 1698. Il obtient son BA du Brasenose College, toujours à Oxford, en 1702, et son MA du King's College à Cambridge en 1706.
Il devient connu pendant une controverse avec Henry Chandler sur le massacre d'Irlandais en 1641, pendant la Première Révolution anglaise, parce qu'il défend les décisions de feu Charles Ier d'Angleterre. Son allégeance à la Maison Stuart lui interdit d'être juré. Il est ordonné vers 1714 et, la même année, il refuse de prêter le serment d'allégeance. Lorsque le complot de Francis Atterbury est découvert en 1722, il est accusé de haute trahison parce qu'il est son secrétaire. Il s'enfuit en France, où il change de nom.
Il collectionne des documents sur Jacques-Auguste de Thou et Nicolas Rigault, qui seront achetés par un Dr Mead. Il est rappelé en Angleterre en 1728 grâce à la reine Caroline.
Le premier volume de son ouvrage A General History of England (une histoire générale de l'Angleterre), qui comprend une vaste collection de faits qui s'appuient sur de multiples documents soigneusement choisis, est publié en 1747. Dans l'ouvrage, il écrit un passage qui dénigre un monarque britannique récemment déchu. Il perd alors la confiance de la plupart de ses soutiens. Cependant, il poursuit la publication de son ouvrage : le 2e volume paraît en 1750, le 3e en 1752 et le 4e en 1755.
Pendant les dernières années de sa vie, Carte est recteur à Yattendon, un village et une paroisse au nord-est de Newbury dans le Berkshire, où il poursuit son travail sur son ouvrage A General History of England. Il est enterré dans l'église d'Yattendon.
Au cours de sa vie, il a recueilli de nombreux documents historiques. Ils seront acquis par l'université d'Oxford, qui les remettra à la bibliothèque bodléienne, où ils forment une collection connue sous le nom de « Carte Manuscripts ».

## Œuvres
- (en) Life of James Duke of Ormonde, 3 vols., 1735-1736 (réédition en 6 vols. à Oxford en 1851)
- (en) A General Account of the Necessary Materials for a History of England, 1738
- (en) History of the Revolutions of Portugal, Londres, 1740 (comprenant des lettres de Robert Southwell, un ambassadeur en poste au Portugal à l'époque)
- A General History of England en 4 volumes :
  - (en) Thomas Carte, A General History of England : Containing an Account of the firft Inhabitants of the Country, and the Transactions in it, from the Earlieft Times to the Death of King John, A. D. MCCXVI, vol. 1, Londres, (à compte d'auteur), 1747 (lire en ligne)
  - (en) Thomas Carte, A General History of England : An Account of all public Transactions from the Acceffion of Henry III, A. D. 1216, to the Death of Henry VII, A. D. 1509, vol. 2, Londres, (à compte d'auteur), 1750 (lire en ligne)
  - (en) Thomas Carte, A General History of England : An Account of all publick Transactions from the Acceffion of Henry VIII, A. D. 1509, to the Mariage of the Elector Palatine with the Princefs Elizabeth, Daughter of James I, in A. D. 1613, vol. 3, Londres, (à compte d'auteur), 1752 (lire en ligne)
  - (en) Thomas Carte, A General History of England : An Account of all publick Transactions from the Mariage of the Elector Palatine with the Princefs Elizabeth, A. D. 1613, to A. D. 1654, about Five Years before the Reftoration, vol. 4, Londres, (à compte d'auteur), 1755 (lire en ligne)